# 中野千夏
中野 千夏（なかの ちなつ、1981年12月20日 - ）は、日本のAV女優。

## 略歴
2000年代に活動した。東京都出身。名東所属だった。
2002年4月、『チラッと千夏の貝隠し』（シャイ）でAVデビュー。大人びて見える個性的な顔立ちと、Gカップの美乳の持ち主で、お姉さん系痴女路線の単体女優として人気を呼んだ。元AV女優の三上翔子とは親友の間柄で、「イソコウガールズ」というユニットを結成した。また、共演作も多い。2005年12月28日、三上と一緒に引退した。

## 作品

### アダルトビデオ（撮りおろし作品のみ）
2002年
- チラッと千夏の貝隠し（4月24日、シャイ）
- 艶 44（4月26日、TOPAZ-U （グローリークエスト））
- R Queen（5月7日、SWITCH （ドリームチケット））
- 女乳（5月16日、ヴィーナス）
- 新入社員オフィス調教（6月13日、ヴィーナス）
- 巨乳リアル露出 20（7月25日、巨乳露出クラブ （麒麟堂））
- 超ギリギリ裏アングル（7月26日、シャイ）
- AV-X（8月1日、MODERATO （MOODYZ））
- conception（8月2日、オブテイン・フューチャー）
- 挑発痴女 LEVEL A（8月5日、Premium （アクアマリンコーポレーション））
- バーチャル巨乳劇場（8月8日、SWITCH （ドリームチケット））
- 中野千夏のおもてなし（8月8日、おもてなし倶楽部 （麒麟堂））
- レイプドール（8月10日、Adult BOX （トランスコーポレーション））
- 早熟痴女 48（8月10日、Gold Rush （グローリークエスト））
- 義姉（8月21日、SWITCH （ドリームチケット））
- 牝女 #18 挑発フェロモン（8月24日、PLUS （アウダースジャパン））
- 誘惑ミセス 46（9月6日、WIFE （U&K））
- タレント事務所社長レイプ 恥辱へのシナリオ（9月8日、死夜悪）
- 監禁ワイセツ Part.2（9月11日、隼エージェンシー）
- BUSTY【爆乳】SEXY-BUST LIVE #005（9月13日、ケンシロウ / SAGA （オブテイン・フューチャー））
- 奴隷女教師 淫縛志願（9月20日、コレクト）
- Doctor 2（9月21日、ゴールデンキャンディ）
- ぷるぷるちゃんねる 5 ぶっかけちゃんねる（10月1日、MODERATO （MOODYZ））
- ボディコン巨乳 9（10月5日、ボディコン巨乳クラブ）
- やっぱ乳やねん（10月13日、Rouge）
- Miss CanCan（10月15日、Poison （アクアマリンコーポレーション））
- 悪徳女医 蛇縛の怨診懺悔（11月8日、蛇縛）
- M的妻（11月9日、K's （インディーズメディア））
- あの人気AV女優 中野千夏ちゃんが遂に素人倶楽部出演!!（11月15日、素人倶楽部）
- ハードコアレッグス 猥褻美女に犯されて（11月30日、アテナ映像）
- 女子校生羞恥調教 生贄ナンバー004（12月10日、銀玉 （イズ・ミー / 竹膳））
- 愛玩女獣 3（12月13日、ART）
- 人の妻 No.7（12月14日、インディーズメディア）
- レ・ズ・ビアン 8（12月20日、Queer （U&K））

2003年
- BOIN TEACHER×3（1月11日、ゴーゴーズ）
- 手でヌイてあげる。HAND POWER 27（1月30日、TIARA （U&K））
- 美脚 Waitress（2月14日、Chao!!）
- 潮吹き♥お姉さん 全開お股は湿度1000%（2月16日、BAZOOKA）
- 乱ジェリーVenus 7（2月20日、Venus （U&K））
- 若妻の匂い 69（2月22日、光夜蝶）
- WATARUX.TV Girl's Erotica Vol.1（2月24日、noah SPECIAL （V&Rプランニング））
- オフィスレディ（2月26日、大吉）
- 恥辱の肉体調教 2（3月19日?、ハイエナグループ （アーバントレーディング））
- 淫モラルお姉さん 1（3月19日?、Sweet Angel （アーバントレーディング））
- 乳房ダイナマイト（3月20日、Guild （ドグマ））
- ときめき♥キャンペーンガール（3月21日、BAZOOKA）
- お水の匂い 3（4月8日?、光夜蝶）
- maid×3 ご奉仕日記（4月15日、BERRY'S （スパイスソフト））
- 強制レイプマニアックス（4月18日、God）
- Sweet♥Heart 3 そして友情編（4月24日、グラスワン・ソフトウェア）
- 愛しき熟女 11（4月25日、愛玩熟女 （アーバントレーディング））
- 騎女 其の壱　完全騎乗位の女（5月9日、Bellezza （U&K））
- 強欲・喰い込み痴女 Vol.5（5月10日、VIR-TUAL （バーチャルウェーブ））
- 癒らし系 あねはめ（5月10日、寺田屋 （幻映舎））
- 美人教師 暴行現場 14（5月13日、MANIAC）
- SUPERザーメン天国 2（5月16日、God）
- バーチャルコスプレ!（5月23日、グラスワン・ソフトウェア）
- 秋葉くんな連中（5月23日、God）
- ボンデージFUCKER Vol.5（6月6日、doors （バーチャルウェーブ））
- 近親相姦 兄・妹（6月11日、WORM （幻映舎））
- 姫君監禁 くノ一地獄唄（6月20日、笠倉出版社）
- 3P+（6月21日、VOX）
- お姉さんがしてあげる（6月15日、ONE （レイディックス））
- 新任痴女教師 放課後は別の顔（6月25日、大吉）
- エロ奴隷（6月27日、COBRA （ワイルドサイド））
- 裏・痴女王II 中野千夏（7月1日、Gimlet （メディアード））
- 巨乳女医 モミモミ総合病院（7月5日、暴夢 （アイエナジー））
- 遊郭秘姦外伝 花魁道中 後篇（7月5日、暴夢 （アイエナジー））
- ボンデージ・ラヴァーズ（7月11日、EROTICA）
- 美人レズ〜浴衣の喘ぎ（7月18日、笠倉出版社）…
- ジ・コ・マ・ン・9　ノーパンボインショック! （LEO）
- 欲情オナペット VOL.5（7月20日、冒険ゴリラ）
- 強制露出マニアックス 6（7月23日、God）
- 卑情縄獄千夏炎上 凄艶凄絶責め縄、千夏残酷縛り（7月23日、ART）
- バイブの虜 3（8月8日、Flower Works （プールクラブ・エンタテインメント））
- SEXYデリバリー ミニスカエクスプレス（8月20日、イマージュ）
- 龍蛇 20 緊縛奴隷メイド（8月22日、月光）
- 血の交歓 BLOOD SEX（8月26日、Black Heart （プールクラブ・エンタテインメント））
- FLAVA 2 AUG.2003（8月28日、SEX 9 （銀河映像））
- お姉さん野外恥辱実験（8月28日、i.z.m （イズ・ミー））
- 超ギリギリ裏アングル ノーカット・フル・バージョン（8月29日、シャイ）
- i千夏モード（9月1日、Link （幻映舎））
- きょにゅう連れまわし 4 巨乳屋外羞恥（9月4日、アウトオブバウンズ （プレステージ））
- 巨乳マンション17 貞淑きどりのGカップ絶叫夫人（9月5日、FOXY （ワープエンタテインメント））
- 素人モデルズ 恥辱マニュアル 5（9月18日、ABNORMAL （銀河映像））
- BODY CONCEPT（9月26日、心交社）
- ナースのお秘密（9月27日、LEO）
- ぬるぬるシスターズ 1 下宿先がマニア姉妹でそりゃもう大騒ぎの巻（10月5日、Vamp）
- 完全中出し受精4連発!! 受精ファイルNo.12　千夏さん(21)（10月7日、ブリーディングクラブ （プレステージ））
- 愛欲牝獣令姉妹 艶縄恥縄狂ひ縄（10月23日、ART）
- sex material 02（10月25日、嵐）
- 「泡姫」（10月31日、PARIS）
- 中野千夏のヤリたかったコト（11月5日、MATERIAL （アローンワークス））
- 170以上の女（11月5日、HIBINO）
- 美女が野獣（11月6日、忠実堂）
- DOSUKEBE Style（11月15日、PURE）
- 高級美熟女 36（11月18日、メディアボス）
- 女遊戯 白昼の陵辱（11月25日、アートモデルズ）
- お姉さんが犯してあげる 25（11月27日、HERMES）
- 超変態・露出っ娘。3（11月28日、nature （アニメイト）
- 少年A　第2章（12月4日、HIBINO）
- 女ハ男ヲ目デ犯ス。 DX2（12月5日、皇獅婁 （ワープエンタテインメント））
- 巨乳女教師　卑猥な性癖（12月12日、Cowper （タカラ映像））
- お姉さんのランジェリー 3 エロティックストッキング（12月18日、MAGANDA）
- イイ女狩り　どうせやるならイイオンナ!（12月19日、うまなみ。）
- デジギャルトーキョー（12月21日、V&Rプランニング）
- ヒップドキュメント（12月26日、心交社）

2004年
- 巨乳遊女 2（1月8日、明智伝鬼 （アイエナジー））
- MISS★巨乳痴女（1月9日、SANK （タカラ映像））
- 女金融取り立て屋! 涙のレズ返済 2（1月22日、ディープス）
- 即尺クリニック 7（1月22日、HERMES）
- イカせ女塾（1月25日、ABNORMAL （銀河映像））
- 変態調教志願（1月30日、TABOO）
- 私は痴女 淫心不乱（2月3日、MANIAC）
- 怪盗ピンクスネーク 2（2月13日、TERA （VHS） / ZERO （DVD））
- もしもこんな超高級ソープがあったら…。（2月20日、うまなみ。）
- 電波レディー ビーグル（2月27日、TERA （VHS） / ZERO （DVD））
- 美しき勇者 もーれつ仮面（2月27日、TERA （VHS） / ZERO （DVD））※発売中止・先行販売分のみ流通
- AVW FUCK DOWN! 最後の性戦（3月5日、メセナ・エンタテインメント （オブテイン・フューチャー））
- エッチなお姉さんに誘われて 13（3月6日、Fan）
- 人妻&OL 姉妹凌辱物語（3月8日、死夜悪）
- 浪漫 〜嫉妬と陶酔の快楽〜（3月10日、AVS）
- 発情OL オフィスで… 9（3月11日、HERMES）
- FU-ZOKU YOKOHAMA Vol.01（3月12日、イー・コンプレックス）
- ベチョヌル! 4（3月19日、COBRA （ワイルドサイド））
- 巨乳人妻が癒してあげる!（3月19日、うまなみ。）
- 看護婦と二人のオバハン（3月26日、SKE （GIGA））
- レズビアンフルコース 沢口あすか 完全版（3月26日、ケイ・エム・プロデュース）
- 絶叫MAX（4月14日、大吉）
- SEXマシン中野千夏 女が燃える、女が狂う（セル） / 千夏の奴隷契約書　被虐への旅路（レンタル）（4月21日、奇譚クラブ）
- スーパーヒロイン危機一髪!! EPISODE.01（4月23日、GIGA）
- スーパーヒロイン激突! EPISODE.01（4月23日、GIGA）
- THE48 其の壱（4月24日、Platinum PARIS）
- 私ってスゴ淫です 7（4月24日、Fan）
- TRAVELING（4月30日、TMA）
- 170以上の女 vol.3（5月20日、ヒビノ）
- ヒロイン討伐 Vol.11（5月28日、GIGA）
- 巨乳・美乳レズビアン4大饗艶（6月11日、charm）
- 露出狂せんずり女（6月25日、アロマ企画）
- 電マ責め 参 まん汁枯れるまで…（7月9日、アロマ企画）
- TRAVELING G. VOL.1（7月11日、TMAネイキッド （TMA））
- 濃縮 中野千夏（7月16日、グラントレコーズ）※編集版?
- 超神輝士アトライジャー（7月22日、ヒビノ）
- 寸止め 6 生ごろしはヤメて!（7月29日、HERMES）
- これで吹かないワケがない! 潮吹きさせたきゃコレを見ろっ!!（7月30日、LEO）
- 女子高レズ 純愛ロマニスト（8月5日、Lip Maid （ハンドメイドビジョン））
- レズビアンストーリー18 「宝物」（8月6日、ISIS （アウダースジャパン））
- いいオンナに犯されたい! 2（8月20日、うまなみ。）
- 変態の証明　夢みて絶叫（セル） / 女は濡れて牝になる　わたしは天然マゾ（レンタル）（8月21日（セル） / 8月31日（レンタル）、奇譚クラブ）
- インモラル学園 先輩と同級生のレズ講座（レンタル） / 淫校ロワイヤル レズビアン学園 5（セル）（7月21日（レンタル） / 8月27日（セル）、新戰組 （ビッグモーカル））
- スーパーGスポットSP VOL.19（9月4日、HERMES）
- FREEDOM SCHOOL GIRLS 女子校生 タマツブシ（9月10日、フリーダム）
- FREEDOM SCHOOL GIRLS 女子校生 チンシコ（9月10日、フリーダム）
- FREEDOM SCHOOL GIRLS 女子校生 アシゼメ 2（9月10日、フリーダム）
- 巨乳お姉さんに犯されたい!（9月24日、うまなみ。）
- Fetish Lesbian 29（10月15日、Rose （ドリームクリエイト）
- 恥さらし好色妻　緊縛ハードコア（セル） / 犯されたら止まらない　緊縛ハードコア（レンタル）（10月21日（セル）、11月30日（レンタル）、奇譚クラブ）
- Cutie　中野千夏（10月22日、イエローボックス）
- 痴女ニンフォマニア（11月17日、淫熟果肉 （淫熟映像））
- 熟女おもらし痴態6連発 13（12月15日、マドンナ）

2005年
- FREEDOM WILD GALS ち♥こ観察（1月21日、フリーダム）
- FREEDOM WILD GALS アナル（1月21日、フリーダム）
- FREEDOM WILD GALS 金蹴り（1月21日、フリーダム）
- 競泳水着のレズ（2月4日、ヒビノ）
- 痴熟女発情オナニー 14（2月15日、マドンナ）
- 170以上の女たち（2月17日、ヒビノ）
- 団地に棲む人妻たち 17（3月15日、マドンナ）
- ザ・舐める女 レッグフェティッシュバージョン（3月25日、心交社）
- SM獄窓 Vol.1 地下牢の倒錯魔（3月31日、ART）
- 元祖! この世のすべての女性があなたより背が高い世界（4月10日、ドグマ）
- 〜禁断の性〜 友達の母 22（4月15日、マドンナ）
- 裏素人[URACCO] 中野千夏（4月22日、曼荼羅）
- 集団痴女学園 完全版（4月22日、ケイ・エム・プロデュース）
- 超絶淫技ポルチオトランス 2（4月24日、性科学研究所 （ベイビーエンターテイメント））
- 美人ナースのSEXファイル2　-巨乳編-（4月29日、うまなみ。）
- 紅蜥蜴（5月15日、エロス （ジェイモデル））
- イイ女狩り7（5月20日、うまなみ。）
- すけべえ義父の嫁いぢり 14（6月10日、東京音光）
- ECSTASY BATTLE　無限発射地獄（6月20日、小次郎 （ネクストイレブン））
- ザ・こする女 ヒップフェティッシュバージョン（6月24日、心交社）
- ボディHEAT 2（7月16日、Fan）
- 素人モデル肉体派 バディーズ（7月29日、TOPAZ （プラチナソフト））
- Joy Toy（8月6日、オーロラプロジェクト）
- ぬるシス増刊号! ようこそぬるぬるタウンへ　母さん、都会はスゴかところです! の巻（9月6日、Vamp）
- モンブルローズ 紋舞らん（9月22日、ナチュラルハイ）
- Ecsta Sex!! 女教師たちの淫らな愛液（9月23日、God）
- 癒しボイン vol.5（9月30日、TOPAZ （プラチナソフト））
- 痴女ワーキングギャルズ（10月20日、イマージュ）
- Six Doors of lesbian kiss（11月1日、アウダースジャパン）
- EROSTY DANCE 舞え!（11月25日、ビッグモーカル）
- マン土手・顔騎オナニー 2（12月9日、アロマ企画）
- ピストン騎乗位（12月9日、アロマ企画）
- 24人のカリスマアイドル 5（12月16日、ケイ・エム・プロデュース）

2006年
- 会員制高級ソープ 三輪車（1月6日、GLAY'z）
- これが噂の痙攣薬漬け水着モデル Disc.10（1月19日、ナチュラルハイ）
- めがねっ娘…。3（1月22日、メディアステーション）
- レズビアンに娘と夫を寝取られた妻（1月25日、ホットエンターテイメント）
- 痴女サミット（2月4日、アキノリ）
- どえらい義父ちゃん 息子の嫁はワシのもの! 2（2月10日、東京音光）
- レズサミット（3月4日、アキノリ）
- 高身長の女（3月31日、メディアバンク）

### オリジナルビデオ
- ヤリック 「エロネット武田」の淫謀!?　（2004年4月22日、TABOO 7 （TMC））
- HEROINE危機一髪!!  Vol.4　（2005年5月27日、禅ピクチャーズ）

## 出演

### テレビドラマ
- 土曜ワイド劇場 混浴露天風呂連続殺人 25　（2006年1月21日、テレビ朝日）

### その他
- Peach-Pit 桃のたね（MONDO TV）